# بيباريا (جبلبور)
بيباريا (بالإنجليزية: Pipariya) هي مدينة تعداد سكاني في منطقة جبلبور التابعة لولاية ماديا براديش الهندية.

## التركيبة السكانية
حسب التعداد السكاني الصادر عام 2001 بالهند، بلغ عدد سكان مدينة بيباريا 4483 نسمة. يشكل الذكور 52% من السكان في حين تشكل الإناث 48%. يبلغ متوسط معدل معرفة القراءة والكتابة في بيباريا 68%، وهو أعلى من المعدل الوطني البالغ 59.5%: كما يبلغ معدل معرفة القراءة والكتابة بين الذكور 77%، في حين أن معدل معرفة القراءة والكتابة لدى الإناث 59%. في بيباريا، 13% من السكان تقل أعمارهم عن 6 سنوات.